# Amphilepis nuda
Amphilepis nuda är en ormstjärneart som beskrevs av Tommasi 1976. Amphilepis nuda ingår i släktet Amphilepis och familjen sköldormstjärnor. Inga underarter finns listade i Catalogue of Life.